# Jens Weitkamp
Jens Weitkamp (* 5. Juni 1942 in Paris; † 25. August 2019 ebenda) war ein deutscher Chemiker und Professor emeritus der Universität Stuttgart.

## Akademischer Werdegang
Jens Weitkamp studierte Chemie an der Universität Karlsruhe und der Freien Universität Berlin. Im Jahr 1971 promovierte er bei Helmut Pichler; die Habilitation folgte 1981 bei Kurt Hedden. 1986 wurde er Professor an der Universität Oldenburg. Im Jahr 1988 folgte er einem Ruf an die Universität Stuttgart. Dort wurde er Leiter des Instituts für Chemische Technik. Im Oktober 2008 ging er in den Ruhestand. Er verstarb nach schwerer Krankheit am 25. August 2019 in seiner Geburtsstadt Paris.

## Leistungen
Der Schwerpunkt von Weitkamps Forschungsarbeiten lag im Bereich der Verwendung von Zeolithen zur Katalyse und Adsorption in Erdölverarbeitung und Petrochemie. Zu den in diesem Zusammenhang von ihm bearbeiteten Themen zählen Reaktionen der Erdölverarbeitung wie das Cracken, Hydrocracken, Isomerisieren, Alkylieren und Reformieren sowie petrochemische Arbeiten, u. a. zur katalytischen Reinigung von Dieselabgasen oder zur adsorptiven Stofftrennung.
Die Jury der Carl-Engler-Medaille würdigte 2002 sein Lebenswerk mit den Worten: „Jens Weitkamp hat dazu beigetragen, dass Zeolithe die heutige technische Bedeutung erlangt haben. Dabei hat er das Zeolith-Gebiet in seiner ganzen Breite bearbeitet.“
Jens Weitkamp war Autor oder Koautor von über 250 wissenschaftlichen Fachartikeln sowie Autor oder Herausgeber mehrerer Bücher und Buchserien. Zusammen mit Gerhard Ertl und Helmut Knözinger hat er eine fünfbändige Enzyklopädie zum Thema Heterogene Katalyse, das Handbook of Heterogeneous Catalysis, herausgegeben. Er war der Gründungsherausgeber der Fachzeitschrift Microporous and Mesoporous Materials.

## Mitgliedschaften, Ehrungen und Auszeichnungen
Im Jahr 1976 erhielt Jens Weitkamp den Carl-Zerbe-Preis der Deutschen Wissenschaftlichen Gesellschaft für Erdöl, Erdgas und Kohle (DGMK).
Im weiteren Verlauf seiner Karriere war er in zahlreichen Ehrenämtern aktiv, unter anderem als Vorstandsmitglied der DGMK (1991 bis 2002) und der DECHEMA, Präsident der International Zeolite Association (IZA), im Kuratorium des Fonds der Chemischen Industrie und dem wissenschaftlichen Beirat des Max-Planck-Instituts für Kohlenforschung. Von 1997 bis 2008 war er Mitglied des Programmkomitees für die Welterdölkongresse (World Petroleum Congresses, WPC).
Im Jahr 2002 wurde er Gründungsrektor der Privatuniversität German University in Cairo. In demselben Jahr wurde ihm von der DGMK die Carl-Engler-Medaille verliehen. 2003 ernannte ihn die Sächsische Akademie der Wissenschaften zum korrespondierenden Mitglied. Die DECHEMA verlieh ihm 2009 den Alwin-Mittasch-Preis.

## Publikationen

### Fachartikel in Zeitschriften (Auswahl)
- J. Weitkamp: Isomerization of long-chain n-alkanes on a Pt/CaY zeolite catalyst. In: Industrial & Engineering Chemistry Product Research and Development. Vol. 21, Nr. 4, 1982, S. 550–558, doi:10.1021/i300008a008.
- J. Weitkamp, S. Ernst: Catalytic test reactions for probing the pore width of large and super-large pore molecular sieves. In: Catalysis Today. Vol. 19, Nr. 1, 1994, S. 107–149, doi:10.1016/0920-5861(94)85005-4.
- J. Weitkamp, M. Fritz, S. Ernst: Zeolites as media for hydrogen storage. In: International Journal of Hydrogen Energy. Vol. 20, Nr. 12, 1995, S. 967–970, doi:10.1016/0360-3199(95)00058-L.
- J. Weitkamp: Isobutane/butene alkylation on solid catalysts. Where do we stand? In: Catalysis Today. Vol. 49, Nr. 1–3, 1999, S. 193–199, doi:10.1016/S0920-5861(98)00424-6.
- J. Weitkamp: Zeolites and catalysis. In: Solid State Ionics. Vol. 131, Nr. 1–2, 2000, S. 175–188, doi:10.1016/S0167-2738(00)00632-9.
- M. Hunger, J. Weitkamp: In situ IR, NMR, EPR, and UV/Vis spectroscopy: Tools for new insight into the mechanisms of heterogeneous catalysis. In: Angewandte Chemie International Edition. Vol. 40, Nr. 16, 2001, S. 2954–2971.

### Bücher (Auswahl)
- G. Ertl, H. Knözinger, J. Weitkamp (Hrsg.): Handbook of Heterogeneous Catalysis. Bd. 1–5. Wiley-VCH, Weinheim 1997, ISBN 3-527-29212-8.
- G. Ertl, H. Knözinger, J. Weitkamp (Hrsg.): Environmental Catalysis. Wiley-VCH, New York-Weinheim 1999, ISBN 3-527-29827-4.
- G. Ertl, H. Knözinger, J. Weitkamp (Hrsg.): Preparation of Solid Catalysts. Wiley-VCH, New York-Weinheim 1999, ISBN 3-527-29826-6.